# Solza
Solza ist eine norditalienische Gemeinde (comune) mit 1975 Einwohnern (Stand 31. Dezember 2023) in der Provinz Bergamo in der Lombardei. Die Gemeinde liegt in der sogenannten Isola Bergamasca, dem östlichen Teil der Provinz Bergamo. Solza liegt etwa 15 Kilometer westlich von Bergamo am östlichen Ufer der Adda.

## Persönlichkeiten
- Bartolomeo Colleoni (um 1400–1475), Condottiere